# Lucas Vorsterman il Giovane
Lucas Vorsterman il Giovane o Lucas Vorsterman II (Anversa, 1624 – Anversa, 1666 o 1667) è stato un incisore fiammingo del periodo barocco.

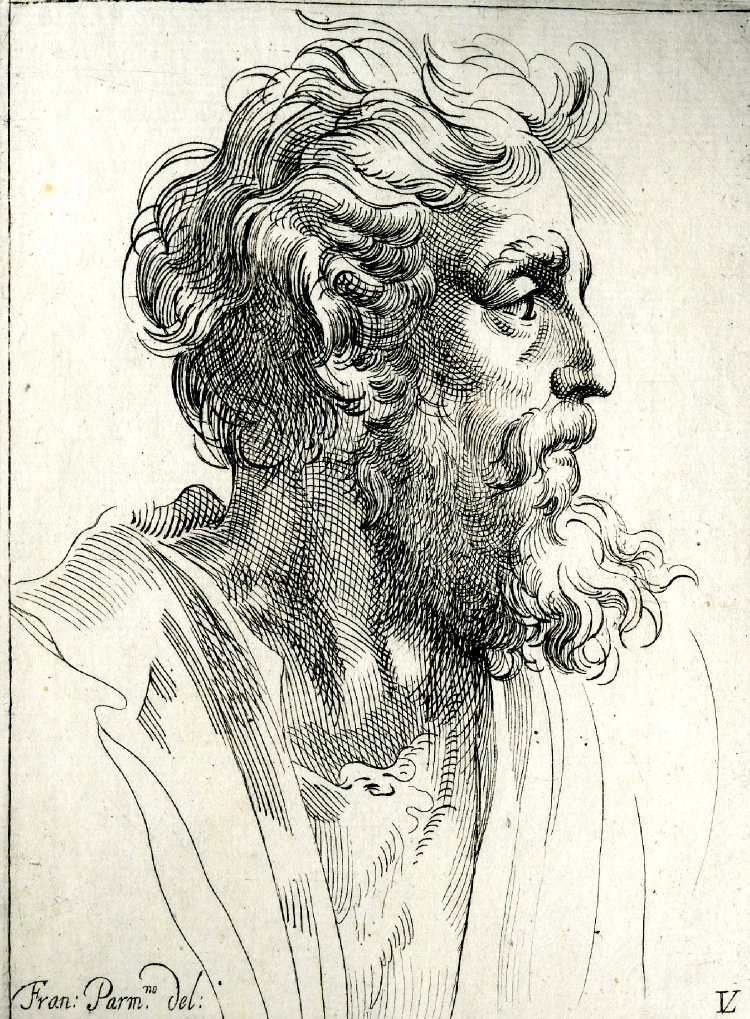
Testa di uomo barbuto, di profilo verso destra

Produsse incisioni dai principali pittori della nuova generazione e per diversi libri pubblicati ad Anversa.

## Biografia
Era il figlio di Lucas Vorsterman un incisore che lavorava per i più importanti artisti dell'epoca come Peter Paul Rubens e Antoon van Dyck. Fece apprendistato con suo padre e divenne maestro nella locale Corporazione di San Luca nel 1651/1652.
Si crede sia morto ad Anversa tra il 1666 e il 1676.

## Opere

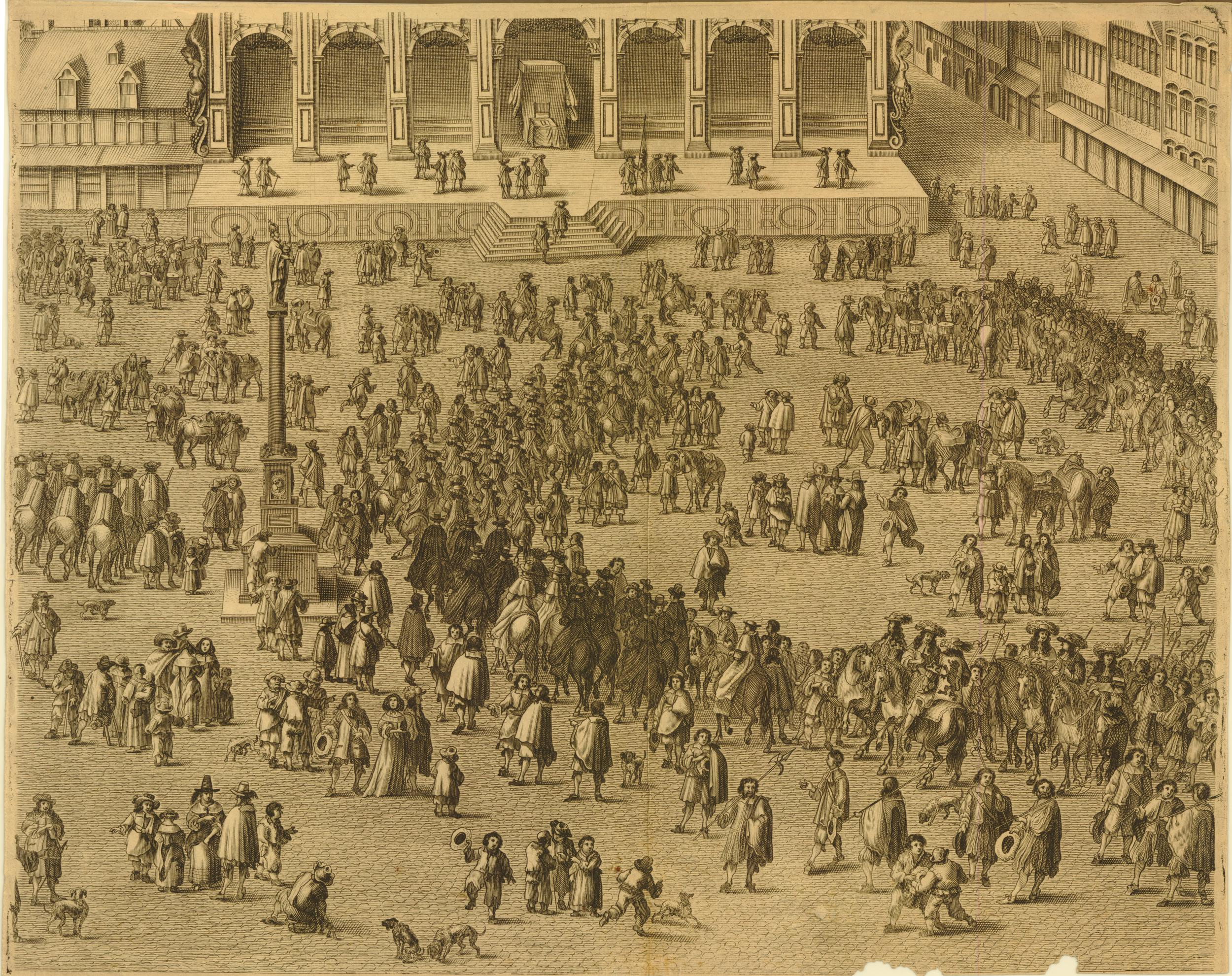
Cerimonia della proclamazione di Carlo II, re di Spagna, come conte delle Fiandre

Lucas Vorsterman eseguì molte incisioni da opere di Rubens, van Dyck, Jacob Jordaens e Cornelis Schut I, oltre che alla partecipazione di molti progetti editoriali ad Anversa.
Lavorò con Gaspar Bouttats su incisioni da Jan Peeters il Vecchio per la pubblicazione, da parte di Jacob Peeters ad Anversa, di una serie di stampe pubblicate con il titolo Description des principales villes, havres et isles du golfe de Venise du cote oriental, comme aussi des villes et fortresses de la Moree et quelques places de la Grece et es isles principales de l'Archipel et fortresses dícelles et en suittes quelques places renommées de la Terre Saincte, et autres dessous la domination Ottomane vers le Midij et l'Orient, et quelques principales villes en Perse et le regne du Grand Mogol le tout en Abrege. Questa era una serie di mappe e punti di vista delle località dell'Europa meridionale, dell'Africa settentrionale e del Medio Oriente.
Realizzò anche diverse incisioni riproduttive da opere di David Teniers il Giovane inserite nel catalogo dei dipinti italiani della collezione di Leopoldo Guglielmo d'Austria. L'opera, intitolata Theatrum Pictorium, venne pubblicata ad Anversa nel 1658.
La Scottish National Gallery di Edimburgo possiede un suo disegno.
Le opere di Lucas Vorsterman II sono considerate prive di abilità nel disegno e meccaniche nella loro esecuzione.